# 鲁权屯镇
鲁权屯镇，是中华人民共和国山東省德州市武城县下辖的一个乡镇级行政单位。

## 行政区划
鲁权屯镇下辖以下地区：
小于庄社区、南宋庄社区、良庄社区、兴鲁社区、振鲁社区、惠鲁社区、欣鲁社区、盛鲁社区、北郑庄社区、腾鲁社区、滕庄社区、四厂社区、和乐社区、桑吴庄社区、和祥社区、和颐社区、和谊社区、和扬社区、和飞社区、和悦社区、和新社区、代官屯社区、李庄新村社区、小堤口社区、高官屯社区、韩家洼村、李贤屯村、南甘泉村、北甘泉村、漳南镇村、西王屯村、东王屯村、宋王庄村、闫庄村、北伍旗村、大于庄村、西郑庄村、大史庄村、第十屯村和朱家圈村。